# Carrépuis
Carrépuis település Franciaországban, Somme megyében. Lakosainak száma 258 fő (2022. január 1.). Carrépuis Champien, Gruny, Roiglise és Roye községekkel határos.

## Népesség
A település népességének változása:
| Lakosok száma | 272  | 276  | 278  | 272  | 270  | 268  | 267  | 265  | 258  |
|               | 2013 | 2015 | 2016 | 2017 | 2018 | 2019 | 2020 | 2021 | 2022 |